# Morti il 1º febbraio

## IV secolo(1)
- 344 - Severo di Ravenna, vescovo e santo romano

## VI secolo(2)
- 525 - Brigida d'Irlanda, religiosa e badessa irlandese (n. 451)
- 529 - Orso di Aosta, monaco cristiano e presbitero irlandese

## VII secolo(1)
- 656 - Sigeberto III, sovrano franco

## IX secolo(1)
- 850 - Ramiro I delle Asturie, re (n. 790)

## X secolo(1)
- 997 - Géza d'Ungheria

## XII secolo(1)
- 1192 - Tokudaiji Sanesada, poeta giapponese (n. 1139)

## XIII secolo(8)
- 1204 - Giobbe di Strigonio, arcivescovo ungherese
- 1216 - Ermanno, vescovo cattolico italiano
- 1221 - William d'Aubigny, III conte di Arundel, nobile inglese
- 1222 - Alessio I di Trebisonda, imperatore bizantino (n. 1182)
- 1242 - Santa Verdiana, religiosa italiana (n. 1182)
- 1244 - Ralph Neville, vescovo e politico inglese
- 1248 - Enrico II di Brabante, duca (n. 1207)
- 1290 - Mu'izz al-Din Kayqubad, sultano (n. 1269)

## XIV secolo(4)
- 1302 - Andrea da Segni, religioso italiano (n. 1240)
- 1328 - Carlo IV di Francia, sovrano (n. 1294)
- 1355 - Pectin de Montesquieu, cardinale e arcivescovo cattolico francese
- 1388 - Nilo Kerameus, arcivescovo ortodosso bizantino

## XV secolo(5)
- 1416 - Dino Rapondi, mercante e politico italiano (n. 1350)
- 1420 - Henry II Sinclair, conte delle Orcadi, nobile scozzese
- 1425 - Oddo Fortebraccio, nobile e condottiero italiano (n. 1410)
- 1465 - Dénes Szécsi, cardinale e arcivescovo cattolico ungherese (n. 1400)
- 1478 - Cristoforo della Rovere, cardinale e arcivescovo cattolico italiano (n. 1434)

## XVI secolo(12)
- 1501 - Sigismondo di Baviera, nobile tedesco (n. 1439)
- 1508 - Niccolò II da Correggio, condottiero e letterato italiano (n. 1450)
- 1510 - Sidonia di Boemia, nobile cecoslovacca (n. 1449)
- 1518 - Guido Mazzoni, scultore italiano (n. 1450)
- 1542 - Girolamo Aleandro, cardinale e umanista italiano (n. 1480)
- 1549 - Melchior Lotter, tipografo e editore tedesco
- 1559 - Elisabetta Querini, nobildonna italiana
- 1577 - Rodrigo Vadillo, vescovo cattolico spagnolo (n. 1506)
- 1578 - Felice Tiranni, arcivescovo cattolico italiano (n. 1508)
- 1580 - Vincenzo Massilla, giurista e politico italiano (n. 1499)
- 1582 - Ukita Naoie, militare giapponese (n. 1529)
- 1598 - Scipione Pulzone, pittore italiano

## XVII secolo(13)
- 1610 - Ascanio Persio, linguista, umanista e grecista italiano (n. 1554)
- 1612 - Conor O'Devany, vescovo cattolico irlandese (n. 1533)
- 1625 - Marino Bizzi, arcivescovo cattolico italiano (n. 1565)
- 1645 - Enrico Morse, presbitero inglese (n. 1595)
- 1655 - Giovanni Battista Ferrari, gesuita, botanico e orientalista italiano (n. 1584)
- 1667 - Bonifacio Agliardi, vescovo cattolico italiano (n. 1612)
- 1670 - Celestino Telera, religioso italiano (n. 1605)
- 1681 - Johann Eberhard Nidhard, cardinale e arcivescovo cattolico austriaco (n. 1607)
- 1691 - Papa Alessandro VIII, papa, vescovo cattolico e cardinale italiano (n. 1610)
- 1694 - Leonhard Baldner, naturalista tedesco (n. 1612)
- 1694 - Johann Ludwig von Elderen, vescovo cattolico tedesco (n. 1620)
- 1699 - Manuel Fernández de Santa Cruz, vescovo cattolico spagnolo (n. 1637)
- 1699 - Carlotta Giovanna di Waldeck-Wildungen, nobile tedesca (n. 1664)

## XVIII secolo(25)
- 1701 - Simplicio Caravita, arcivescovo cattolico italiano (n. 1639)
- 1705 - Sofia Carlotta di Hannover, regina (n. 1668)
- 1711 - Vladimir Vasil'evič Atlasov, esploratore russo
- 1718 - Charles Talbot, I duca di Shrewsbury, politico e diplomatico inglese (n. 1660)
- 1727 - Samuel Pitiscus, umanista olandese (n. 1637)
- 1727 - Giuseppe Sala, editore italiano
- 1733 - Augusto II di Polonia, sovrano polacco (n. 1670)
- 1734 - John Floyer, medico inglese (n. 1649)
- 1736 - James Stanley, X conte di Derby, nobile e politico inglese (n. 1664)
- 1743 - Giuseppe Ottavio Pitoni, compositore italiano (n. 1657)
- 1743 - Jacob Friedrich Reimmann, teologo, pedagogo e filosofo tedesco (n. 1688)
- 1749 - Francesca Maria di Borbone-Francia, nobile francese (n. 1677)
- 1751 - Mondilio Orsini, patriarca cattolico italiano (n. 1690)
- 1751 - Michel-Étienne Turgot, politico francese (n. 1690)
- 1755 - Carlo Orazi, presbitero e missionario italiano (n. 1673)
- 1756 - Maria Augusta di Thurn und Taxis, duchessa (n. 1706)
- 1760 - Guglielmo VIII d'Assia-Kassel, nobile (n. 1682)
- 1766 - Pietro Carattoli, architetto, decoratore e scenografo italiano (n. 1703)
- 1767 - Gabriele Maria Di Blasi e Gambacorta, arcivescovo cattolico e teologo italiano (n. 1712)
- 1767 - Sante Veronese, cardinale e vescovo cattolico italiano (n. 1684)
- 1772 - Gutierre de Hevia y Valdés, ammiraglio spagnolo (n. 1704)
- 1776 - Mathieu Criaerd, ebanista francese (n. 1689)
- 1785 - Paolo Maria Paciaudi, religioso, archeologo e bibliotecario italiano (n. 1710)
- 1793 - Giacomo Insanguine, compositore e organista italiano (n. 1728)
- 1793 - Giuseppe Palmieri, economista italiano (n. 1721)

## XIX secolo(74)
- 1803 - Anders Chydenius, filosofo finlandese (n. 1729)
- 1806 - Jean Baptiste Delafosse, incisore francese (n. 1721)
- 1807 - Vijaya Raghunatha Tondaiman, sovrano (n. 1759)
- 1814 - Francesco Seratti, politico italiano (n. 1736)
- 1818 - Giuseppe Gazzaniga, compositore italiano (n. 1737)
- 1819 - Domenico Zeni, pittore italiano (n. 1762)
- 1820 - Friedrich Rühs, storico tedesco (n. 1781)
- 1824 - Luigi Giuntini, medico italiano (n. 1761)
- 1824 - Maria Theresia von Paradis, pianista, compositrice e musicista austriaca (n. 1759)
- 1824 - Aimable Gilles Troude, ammiraglio francese (n. 1762)
- 1827 - Louis Léonce Trullet, militare francese (n. 1756)
- 1830 - Anna Emilia di Anhalt-Köthen-Pless, nobile tedesca (n. 1770)
- 1833 - Ciro Pollini, medico e naturalista italiano (n. 1782)
- 1837 - Federico Francesco I di Meclemburgo-Schwerin, sovrano tedesco (n. 1756)
- 1838 - Karl von Moll, naturalista e politico austriaco (n. 1760)
- 1839 - Giuseppe Valadier, architetto e orafo italiano (n. 1762)
- 1840 - Barbara Choe Yeong-i, santa coreana (n. 1819)
- 1846 - František Pištěk, arcivescovo cattolico ceco (n. 1786)
- 1850 - Edward Baker Lincoln, statunitense (n. 1846)
- 1851 - Auguste Marceau, marinaio francese (n. 1806)
- 1851 - Mary Shelley, scrittrice, saggista e filosofa britannica (n. 1797)
- 1851 - Andrea de Jorio, archeologo e etnografo italiano (n. 1769)
- 1853 - Nils Blommér, pittore svedese (n. 1816)
- 1855 - Wilhelm Ludwig von Eschwege, geologo, geografo e mineralogista tedesco (n. 1777)
- 1855 - Giovanni Serafini, cardinale italiano (n. 1786)
- 1856 - Ivan Fëdorovič Paskevič, generale russo (n. 1782)
- 1857 - Louis d'Andigné, generale e nobile francese (n. 1765)
- 1860 - Giacomo Moraglia, architetto italiano (n. 1791)
- 1861 - Elisha Harris, politico statunitense (n. 1791)
- 1861 - Carlotta Marchionni, attrice teatrale italiana (n. 1796)
- 1864 - Fëdor Kuz'mič, mistico russo
- 1864 - Luisa Maria di Borbone-Francia, duchessa (n. 1819)
- 1868 - Louis-Denis Caillouette, scultore francese (n. 1790)
- 1869 - Alessandro Focosi, pittore italiano (n. 1836)
- 1870 - Auguste Regnaud de Saint-Jean d'Angély, generale e politico francese (n. 1794)
- 1871 - Charles Rabou, romanziere e giornalista francese (n. 1803)
- 1871 - Aleksandr Nikolaevič Serov, compositore e critico musicale russo (n. 1820)
- 1873 - Matthew Fontaine Maury, meteorologo e oceanografo statunitense (n. 1806)
- 1873 - Gertrudis Gómez de Avellaneda, scrittrice cubana (n. 1814)
- 1875 - William Sterndale Bennett, compositore, pianista e direttore d'orchestra inglese (n. 1816)
- 1876 - Carl Heinrich Hopffer, entomologo tedesco (n. 1810)
- 1878 - George Cruikshank, illustratore britannico (n. 1792)
- 1880 - Carlo Bottacco, generale italiano (n. 1820)
- 1881 - Daniel Grivaz, politico e giudice svizzero (n. 1806)
- 1882 - Antoine Bussy, chimico francese (n. 1794)
- 1883 - Seru Epenisa Cakobau, sovrano figiano (n. 1815)
- 1883 - Albert-Eugène Lachenal, medico e politico francese (n. 1796)
- 1883 - Camillo Piatti, politico italiano (n. 1792)
- 1883 - Carl Ludwig Sigmund, medico austriaco (n. 1810)
- 1884 - Louis Edward Hostlot, presbitero statunitense (n. 1848)
- 1885 - James Chestnut, politico e generale statunitense (n. 1815)
- 1885 - Henri Dupuy de Lôme, ingegnere navale e politico francese (n. 1816)
- 1886 - Juan Esteban Pedernera, militare e politico argentino (n. 1796)
- 1888 - Anna Michelotti, religiosa italiana (n. 1843)
- 1888 - Esdra Pontremoli, poeta, traduttore e pedagogo italiano (n. 1818)
- 1889 - Carl Leverkus, imprenditore, chimico e farmacista tedesco (n. 1804)
- 1891 - Edward H. Plumptre, presbitero e teologo britannico (n. 1821)
- 1893 - Emanuele Notarbartolo, banchiere e politico italiano (n. 1834)
- 1893 - George Henry Sanderson, politico statunitense (n. 1824)
- 1894 - Bendt Lindhardt, politico danese (n. 1804)
- 1894 - Luigi Serafini, cardinale e vescovo cattolico italiano (n. 1808)
- 1895 - Passmore Williamson, mercante e avvocato statunitense (n. 1822)
- 1896 - Giovanni Battista Agliardi, politico italiano (n. 1827)
- 1896 - Fermo Zannoni, scacchista e medico italiano (n. 1862)
- 1897 - Constantin von Ettingshausen, geologo e botanico austriaco (n. 1826)
- 1897 - Patrizio Gennari, scienziato e patriota italiano (n. 1820)
- 1897 - Gustav von Kosjek, diplomatico e nobile austriaco (n. 1838)
- 1897 - Stanislao Mercantini, poeta italiano (n. 1837)
- 1898 - Paul de Ladmirault, generale francese (n. 1808)
- 1898 - Maurice de Partouneaux, militare francese (n. 1798)
- 1899 - Giovanni Dossena, avvocato e politico italiano (n. 1814)
- 1900 - Bernard Altum, religioso e zoologo tedesco (n. 1824)
- 1900 - Domenico Maria Jacobini, cardinale e arcivescovo cattolico italiano (n. 1837)
- 1900 - Leonardo La Russa, politico italiano (n. 1832)

## XX secolo(267)
- 1902 - Salomon Jadassohn, compositore e insegnante tedesco (n. 1831)
- 1902 - Secondo Laura, medico italiano (n. 1833)
- 1902 - Aníbal Zañartu, politico cileno (n. 1847)
- 1903 - George Stokes, matematico e fisico irlandese (n. 1819)
- 1904 - Peter Paul Maria Alberdingk Thijm, storico e saggista olandese (n. 1827)
- 1905 - Oswald Achenbach, pittore tedesco (n. 1827)
- 1905 - Ippolito Malaguzzi Valeri, archivista, paleografo e storico italiano (n. 1857)
- 1908 - Luigi Filippo di Braganza, nobile portoghese (n. 1887)
- 1908 - Carlo I del Portogallo, sovrano portoghese (n. 1863)
- 1908 - Rafael Guastavino Moreno, architetto spagnolo (n. 1842)
- 1909 - Michael Bass, I barone Burton, filantropo e politico inglese (n. 1837)
- 1910 - Otto Julius Bierbaum, giornalista, scrittore e poeta tedesco (n. 1865)
- 1910 - Giovanni Omboni, geologo, paleontologo e naturalista italiano (n. 1829)
- 1914 - Aoki Shuzo, politico e diplomatico giapponese (n. 1844)
- 1914 - Floriano Del Zio, patriota e politico italiano (n. 1831)
- 1914 - Aleksandr Mihajlovič Dodonov, tenore russo (n. 1837)
- 1915 - Robert Michaelis von Olshausen, chirurgo e ginecologo tedesco (n. 1835)
- 1916 - Federico Bernagozzi, pittore italiano (n. 1859)
- 1916 - Guglielmo Vacca, magistrato e politico italiano (n. 1849)
- 1916 - Şehzade Yusuf Izzeddin, principe ottomano (n. 1857)
- 1918 - Leonilla Ivanovna Barjatinskaja, nobildonna russa (n. 1816)
- 1918 - Joseph Kaufman, attore e regista statunitense (n. 1882)
- 1919 - Luigi Maria Bossi, ginecologo e politico italiano (n. 1859)
- 1919 - Antonio Maria Grasselli, religioso, teologo e arcivescovo cattolico italiano (n. 1827)
- 1919 - Ester Mauri, pittrice italiana (n. 1866)
- 1920 - Adolf Albin, scacchista rumeno (n. 1848)
- 1920 - Vladimir Mitrofanovič Puriškevič, politico russo (n. 1870)
- 1920 - Emmerich Alexius Swoboda, scultore austriaco (n. 1849)
- 1922 - William Desmond Taylor, regista, attore e produttore cinematografico irlandese (n. 1872)
- 1922 - Yamagata Aritomo, militare giapponese (n. 1838)
- 1923 - Amero Cagnoni, pittore, illustratore e disegnatore italiano (n. 1853)
- 1923 - Ernst Troeltsch, filosofo, storico e teologo tedesco (n. 1865)
- 1923 - Luigi Variara, presbitero e missionario italiano (n. 1875)
- 1924 - Edith Baird, compositrice di scacchi britannica (n. 1859)
- 1924 - Maurice Prendergast, pittore statunitense (n. 1858)
- 1925 - Georg Ledderhose, chirurgo tedesco (n. 1855)
- 1927 - Febo Bottini, architetto italiano (n. 1848)
- 1928 - Hughie Jennings, giocatore di baseball e allenatore di baseball statunitense (n. 1869)
- 1928 - Ah Toy, imprenditrice statunitense (n. 1829)
- 1929 - Giovanni Roncagli, militare, geografo e cartografo italiano (n. 1857)
- 1929 - Alessandro Zappata, latinista, insegnante e scrittore italiano (n. 1860)
- 1931 - Severino Di Giovanni, tipografo e anarchico italiano (n. 1901)
- 1931 - Luigi Luiggi, politico e ingegnere italiano (n. 1856)
- 1931 - Emanuele d'Orléans, nobile (n. 1872)
- 1932 - Agustín Farabundo Martí, politico e rivoluzionario salvadoregno (n. 1893)
- 1933 - Pietro Ellero, giurista, criminologo e politico italiano (n. 1833)
- 1935 - Bettino Marchetti, architetto e restauratore italiano (n. 1867)
- 1939 - Pietro Maldotti, religioso e missionario italiano (n. 1862)
- 1939 - Lawrence Marston, attore, regista e commediografo statunitense (n. 1857)
- 1939 - Angelo Zamboni, pittore italiano (n. 1895)
- 1940 - George de Bothezat, ingegnere e matematico rumeno (n. 1882)
- 1940 - Nicodemo Del Vasto, magistrato e politico italiano (n. 1875)
- 1940 - Heinrich von Handel-Mazzetti, botanico austriaco (n. 1882)
- 1940 - Emidio Martini, grecista, filologo classico e bibliotecario italiano (n. 1853)
- 1940 - Philip Francis Nowlan, scrittore statunitense (n. 1888)
- 1940 - Rosolino Poggi, generale italiano (n. 1863)
- 1941 - Walter Abbott, calciatore inglese (n. 1877)
- 1941 - Lina Hähnle, attivista tedesca (n. 1851)
- 1941 - William Gibbs McAdoo, avvocato e politico statunitense (n. 1863)
- 1941 - Alfredo Vásquez Cobo, politico colombiano (n. 1869)
- 1942 - Luigi Caneppele, aviatore e militare italiano (n. 1913)
- 1942 - Constantin Henriquez, rugbista a 15 haitiano (n. 1880)
- 1942 - Filiberto Mateldi, disegnatore, illustratore e pittore italiano (n. 1882)
- 1942 - Gioacchino Mecheri, avvocato, produttore cinematografico e politico italiano (n. 1876)
- 1943 - Foy Draper, velocista statunitense (n. 1911)
- 1943 - Émile Forgue, chirurgo francese (n. 1860)
- 1943 - Paolo Signorini, militare italiano (n. 1896)
- 1943 - Frank Worsley, esploratore e navigatore neozelandese (n. 1872)
- 1944 - Tommaso Barbieri, imprenditore e antifascista italiano (n. 1890)
- 1944 - Michel-Dimitri Calvocoressi, scrittore e critico musicale francese (n. 1877)
- 1944 - Massimo Gizzio, partigiano italiano (n. 1925)
- 1944 - Franz Kutschera, generale e politico austriaco (n. 1904)
- 1944 - Piet Mondrian, pittore olandese (n. 1872)
- 1944 - Pompilio Fastiggi, partigiano italiano (n. 1911)
- 1945 - Ivan Bagrjanov, politico e diplomatico bulgaro (n. 1891)
- 1945 - Dobri Božilov, politico bulgaro (n. 1884)
- 1945 - Ferruccio Calonghi, latinista e lessicografo italiano (n. 1866)
- 1945 - Bogdan Filov, politico e archeologo bulgaro (n. 1883)
- 1945 - Petăr Gabrovski, politico bulgaro (n. 1898)
- 1945 - Thomas Homewood, tiratore di fune britannico (n. 1881)
- 1945 - Johan Huizinga, storico e linguista olandese (n. 1872)
- 1945 - Kiril di Bulgaria, principe bulgaro (n. 1895)
- 1945 - Antonio Scano, politico italiano (n. 1859)
- 1945 - Adriano Tardelli, antifascista italiano (n. 1896)
- 1947 - J. D. Beresford, scrittore britannico (n. 1873)
- 1947 - Filippo Cortesi, arcivescovo cattolico italiano (n. 1876)
- 1947 - Carl Hilpert, generale tedesco (n. 1888)
- 1947 - Paul Huldschinsky, architetto e scenografo tedesco (n. 1889)
- 1947 - Adolf Winkelmann, medico tedesco (n. 1887)
- 1948 - Giacomo Emilio Curatulo, ginecologo e politico italiano (n. 1864)
- 1948 - John Quertier Le Pelley, calciatore e dirigente d'azienda britannico (n. 1868)
- 1949 - Herbert Stothart, compositore statunitense (n. 1885)
- 1950 - Viktor Müller, calciatore austriaco (n. 1886)
- 1950 - Pierre Prüm, politico lussemburghese (n. 1886)
- 1950 - Giulio Emanuele Rizzo, archeologo italiano (n. 1865)
- 1951 - Francesco Buffoni, avvocato e politico italiano (n. 1882)
- 1951 - Blas Taracena Aguirre, archeologo spagnolo (n. 1895)
- 1952 - Agustín Gómez Morato, generale spagnolo (n. 1879)
- 1952 - Vincenzo Ussani, filologo classico e latinista italiano (n. 1870)
- 1953 - Lorenz Müller, erpetologo tedesco (n. 1868)
- 1954 - Renzo Bettini, calciatore e allenatore di calcio italiano (n. 1913)
- 1954 - Siegfried Breuer, attore, sceneggiatore e regista austriaco (n. 1906)
- 1954 - Davide Giordano, chirurgo, storico e politico italiano (n. 1864)
- 1955 - Raymond Beazley, storico britannico (n. 1868)
- 1956 - Roland Alexandre, attore francese (n. 1927)
- 1956 - Carl Platou, politico norvegese (n. 1885)
- 1956 - Tina Poli-Randaccio, soprano italiana (n. 1879)
- 1957 - Friedrich Paulus, generale tedesco (n. 1890)
- 1958 - Silvano Baresi, architetto italiano (n. 1884)
- 1958 - Clinton Joseph Davisson, fisico statunitense (n. 1881)
- 1958 - Hoot Gibson, cestista statunitense (n. 1921)
- 1958 - Rudolf Krummer, calciatore boemo (n. 1882)
- 1959 - Madame Sul-Te-Wan, attrice statunitense (n. 1873)
- 1961 - Guido Ferrazza, architetto e urbanista italiano (n. 1887)
- 1961 - Émile Henriot, chimico francese (n. 1885)
- 1961 - Max Simon, generale e criminale di guerra tedesco (n. 1899)
- 1962 - Sture Bolin, storico svedese (n. 1900)
- 1962 - Wilhelm Ohnesorge, politico tedesco (n. 1872)
- 1962 - Ida Quaiatti, soprano italiano (n. 1890)
- 1962 - Bruno Roghi, giornalista italiano (n. 1894)
- 1962 - Carey Wilson, doppiatore, sceneggiatore e produttore cinematografico statunitense (n. 1889)
- 1963 - John Francis D'Alton, cardinale e arcivescovo cattolico irlandese (n. 1882)
- 1963 - Ludwig Glauert, paleontologo australiano (n. 1879)
- 1963 - Angela Hanka, pattinatrice artistica su ghiaccio austriaca (n. 1891)
- 1963 - Giovanni Padula, imprenditore italiano (n. 1885)
- 1963 - Giovanni Spezzaferri, compositore italiano (n. 1888)
- 1963 - Wyndham Standing, attore inglese (n. 1880)
- 1963 - George Sutherland-Leveson-Gower, V duca di Sutherland, politico inglese (n. 1888)
- 1964 - Antonio Aliotta, filosofo italiano (n. 1881)
- 1964 - Vladimir Rubašvili, lottatore sovietico (n. 1940)
- 1964 - Pёtr Starkovskij, attore russo (n. 1884)
- 1965 - Einar Berntsen, velista e pattinatore di velocità su ghiaccio norvegese (n. 1891)
- 1965 - Berto Ferrari, pittore italiano (n. 1887)
- 1965 - José Laguna, allenatore di calcio e calciatore argentino (n. 1895)
- 1965 - Angelo Rotta, arcivescovo cattolico italiano (n. 1872)
- 1966 - Hedda Hopper, attrice e giornalista statunitense (n. 1885)
- 1966 - Buster Keaton, attore, comico e regista statunitense (n. 1895)
- 1967 - Giacomo Bertolio, arbitro di calcio italiano (n. 1904)
- 1968 - Hugo Benioff, geofisico e inventore statunitense (n. 1899)
- 1968 - Willy Jäggi, calciatore svizzero (n. 1906)
- 1968 - Nguyễn Văn Lém, attivista vietnamita
- 1969 - Gaetano Chiavacci, filosofo e pedagogista italiano (n. 1886)
- 1969 - Giovanni Geloso, ingegnere e imprenditore italiano (n. 1901)
- 1969 - Morihiro Higashikuni, principe e militare giapponese (n. 1916)
- 1969 - Stanisław Paczka, slittinista polacco (n. 1945)
- 1970 - Blaž Arnič, compositore sloveno (n. 1901)
- 1970 - Eugène Christophe, ciclista su strada e ciclocrossista francese (n. 1885)
- 1970 - Dolly Sisters, ballerina e cantante ungherese (n. 1892)
- 1970 - Alfréd Rényi, matematico ungherese (n. 1921)
- 1970 - Alice Săvulescu, botanica rumena (n. 1905)
- 1971 - Aleksandr Andreev, scultore bulgaro (n. 1879)
- 1971 - Teddy Davison, calciatore e allenatore di calcio inglese (n. 1887)
- 1971 - Raoul Hausmann, artista austriaco (n. 1886)
- 1971 - Giovanni Moretti, calciatore e allenatore di calcio italiano (n. 1909)
- 1971 - Harry Reeves, animatore e sceneggiatore statunitense (n. 1906)
- 1971 - Hans Schmidt, calciatore e allenatore di calcio tedesco (n. 1893)
- 1972 - Joseph T. McNarney, generale statunitense (n. 1893)
- 1972 - Paul Swan, attore, ballerino e pittore statunitense (n. 1883)
- 1973 - Cornelio Fietta, politico italiano (n. 1893)
- 1973 - Edward Sternaman, giocatore di football americano statunitense (n. 1895)
- 1974 - Ewart Horsfall, canottiere britannico (n. 1891)
- 1975 - Kurt Epstein, pallanuotista cecoslovacco (n. 1904)
- 1975 - Piero Fornara, pediatra e politico italiano (n. 1897)
- 1975 - Walter Kapps, regista francese (n. 1907)
- 1975 - Richard Wattis, attore britannico (n. 1912)
- 1975 - Otto Wolken, medico austriaco (n. 1903)
- 1976 - Werner Karl Heisenberg, fisico tedesco (n. 1901)
- 1976 - Robert Martin, scrittore statunitense (n. 1908)
- 1976 - Hans Richter, regista, pittore e scrittore tedesco (n. 1888)
- 1976 - George Hoyt Whipple, medico e biochimico statunitense (n. 1878)
- 1977 - Edmond Hamilton, scrittore di fantascienza statunitense (n. 1904)
- 1977 - Eric Weil, filosofo tedesco (n. 1904)
- 1978 - Jorge Cafrune, cantante argentino (n. 1937)
- 1978 - Lazar' Samojlovič Frenkel', regista cinematografico sovietico (n. 1904)
- 1979 - George Falcke, ginnasta danese (n. 1891)
- 1979 - Mike Kealy, militare britannico (n. 1945)
- 1979 - Abdi İpekçi, giornalista e attivista turco (n. 1929)
- 1980 - Jack Bailey, attore e conduttore televisivo statunitense (n. 1907)
- 1980 - Yolanda González Martín, politica spagnola (n. 1961)
- 1980 - Costante Maltoni, arcivescovo cattolico e diplomatico italiano (n. 1915)
- 1980 - Gastone Nencini, ciclista su strada italiano (n. 1930)
- 1980 - Henry Reinholdt, calciatore norvegese (n. 1890)
- 1980 - Romolo Valli, attore italiano (n. 1925)
- 1981 - Donald Wills Douglas, imprenditore e aviatore statunitense (n. 1892)
- 1981 - Amato Gastaldi, allenatore di calcio e calciatore italiano (n. 1904)
- 1981 - Wanda Hendrix, attrice statunitense (n. 1928)
- 1981 - João Pedro, calciatore portoghese (n. 1951)
- 1982 - Giovanni Bottonelli, politico e partigiano italiano (n. 1910)
- 1982 - Raffaele Campelli, vescovo cattolico italiano (n. 1887)
- 1982 - Amzie Moore, attivista statunitense (n. 1911)
- 1983 - Ugo Cantutti, ingegnere italiano (n. 1893)
- 1983 - Elena Fiore, attrice italiana (n. 1914)
- 1984 - Josef Kürzinger, presbitero tedesco (n. 1898)
- 1984 - Hans Vinjarengen, sciatore nordico norvegese (n. 1905)
- 1985 - Luciano Albertini, pittore italiano (n. 1910)
- 1985 - Mario Carta, ingegnere minerario italiano (n. 1910)
- 1985 - Roosie Hudson, cestista statunitense (n. 1915)
- 1985 - Silvia Manto, attrice italiana (n. 1916)
- 1985 - Antonín Šindelář, calciatore cecoslovacco (n. 1902)
- 1986 - Dick James, editore musicale e produttore discografico britannico (n. 1920)
- 1986 - Alva Myrdal, diplomatica, politica e scrittrice svedese (n. 1902)
- 1986 - Lambert Redd, lunghista statunitense (n. 1908)
- 1986 - Ida Rhodes, matematica russa (n. 1900)
- 1987 - Alessandro Blasetti, regista, sceneggiatore e montatore italiano (n. 1900)
- 1987 - Sala Burton, politica statunitense (n. 1925)
- 1987 - Gustav Knuth, attore tedesco (n. 1901)
- 1987 - Gianni Toppan, calciatore italiano (n. 1920)
- 1988 - Marcel Bozzuffi, attore, doppiatore e regista francese (n. 1928)
- 1988 - Cesarina Carletti, partigiana, antifascista e brigatista italiana (n. 1912)
- 1988 - Fritz Heider, psicologo austriaco (n. 1896)
- 1988 - Heather O'Rourke, attrice statunitense (n. 1975)
- 1988 - Marisa Vernati, attrice e cantante italiana (n. 1920)
- 1989 - Lev Kokorin, pallanuotista sovietico (n. 1918)
- 1989 - Elaine de Kooning, pittrice e scultrice statunitense (n. 1918)
- 1989 - Erik Persson, calciatore svedese (n. 1909)
- 1990 - Gianfranco Contini, critico letterario, filologo e partigiano italiano (n. 1912)
- 1990 - Lauritz Falk, attore e regista svedese (n. 1909)
- 1990 - Pierre Phạm Tần, vescovo cattolico vietnamita (n. 1913)
- 1990 - Antonio Ubieto Arteta, storico e filologo spagnolo (n. 1923)
- 1990 - Jadwiga Wajs, discobola polacca (n. 1912)
- 1991 - Carol Dempster, attrice statunitense (n. 1901)
- 1991 - Shirō Kuramata, designer giapponese (n. 1934)
- 1991 - James MacDonald, doppiatore britannico (n. 1906)
- 1992 - Miguel Ayestarán, calciatore spagnolo (n. 1910)
- 1992 - Jean Hamburger, chirurgo, medico e saggista francese (n. 1909)
- 1992 - Angelo Salizzoni, politico italiano (n. 1907)
- 1993 - William Brasseur, vescovo cattolico belga (n. 1903)
- 1993 - José Bravo Domínguez, calciatore spagnolo (n. 1916)
- 1993 - Mehrab Shahrokhi, calciatore iraniano (n. 1944)
- 1993 - Gregg G. Tallas, regista greco (n. 1909)
- 1993 - Sven Thofelt, pentatleta e schermidore svedese (n. 1904)
- 1994 - Sergej Dubov, giornalista, editore e imprenditore russo (n. 1943)
- 1994 - Lars Eriksson, calciatore svedese (n. 1926)
- 1994 - Guy Lefranc, regista francese (n. 1919)
- 1994 - John Littlejohn, chitarrista statunitense (n. 1931)
- 1994 - Olan Soule, attore e doppiatore statunitense (n. 1909)
- 1995 - Róbert Antal, pallanuotista ungherese (n. 1921)
- 1995 - Joe Bacuzzi, allenatore di calcio e calciatore inglese (n. 1916)
- 1995 - Lajos Balthazár, schermidore ungherese (n. 1921)
- 1995 - Richey Edwards, chitarrista gallese (n. 1967)
- 1995 - Alison Frantz, fotografa e storica dell'arte statunitense (n. 1903)
- 1995 - Yngve Gamlin, attore e regista svedese (n. 1926)
- 1995 - Karl Gruber, ingegnere, diplomatico e politico austriaco (n. 1909)
- 1995 - Ottavio Ziino, direttore d'orchestra e compositore italiano (n. 1909)
- 1996 - Benjamin Brown, velocista statunitense (n. 1953)
- 1996 - Ray Crawford, pilota automobilistico statunitense (n. 1915)
- 1996 - Roberto Savarese, regista e sceneggiatore italiano (n. 1910)
- 1997 - Marjorie Reynolds, attrice statunitense (n. 1917)
- 1997 - Aleksandr Solonik, mafioso russo (n. 1960)
- 1998 - Sam Marcy, scrittore e politico statunitense (n. 1911)
- 1998 - Dante Ongari, storico e ingegnere italiano (n. 1906)
- 1998 - Marco Protasi, matematico e informatico italiano (n. 1950)
- 1998 - Valentino Vailati, arcivescovo cattolico italiano (n. 1914)
- 1999 - Alfonso Aparicio, calciatore e allenatore di calcio spagnolo (n. 1919)
- 1999 - Rudolf Kárpáti, schermidore ungherese (n. 1920)
- 1999 - Barış Manço, cantautore, musicista e produttore televisivo turco (n. 1943)
- 1999 - Otello Trombetta, calciatore italiano (n. 1915)
- 2000 - Alberto Boccianti, scenografo italiano (n. 1908)
- 2000 - Pablito Calvo, attore spagnolo (n. 1948)
- 2000 - Pina Cei, attrice italiana (n. 1904)
- 2000 - Hans Hügi, calciatore svizzero (n. 1926)
- 2000 - Anker Kihle, calciatore norvegese (n. 1917)
- 2000 - Peter Levi, scrittore, archeologo e poeta inglese (n. 1931)
- 2000 - Henry Mann, matematico statunitense (n. 1905)
- 2000 - Leonardo Navarro, calciatore messicano (n. 1915)
- 2000 - Dick Rathmann, pilota automobilistico statunitense (n. 1924)
- 2000 - Frederick Vanderbilt Field, attivista e scrittore statunitense (n. 1905)

## XXI secolo(158)
- 2001 - Ambrogio Magnaghi, pittore e architetto italiano (n. 1912)
- 2001 - Jack Milroy, attore scozzese (n. 1915)
- 2001 - Zorè Sabbadini, calciatore italiano (n. 1906)
- 2002 - Aykut Barka, geologo turco (n. 1951)
- 2002 - Hildegard Knef, attrice, cantante e scrittrice tedesca (n. 1925)
- 2002 - Luigi Orlandi, politico e partigiano italiano (n. 1909)
- 2002 - Daniel Pearl, giornalista statunitense (n. 1963)
- 2002 - Pierre Vago, architetto francese (n. 1910)
- 2003 - Michael Anderson, astronauta statunitense (n. 1959)
- 2003 - David McDowell Brown, astronauta statunitense (n. 1956)
- 2003 - Kalpana Chawla, astronauta indiana (n. 1962)
- 2003 - Laurel Clark, astronauta statunitense (n. 1961)
- 2003 - Rick Husband, astronauta statunitense (n. 1957)
- 2003 - William McCool, astronauta statunitense (n. 1961)
- 2003 - Ilan Ramon, astronauta israeliano (n. 1954)
- 2003 - Mongo Santamaría, percussionista cubano (n. 1917)
- 2004 - Alvin Baltrop, fotografo statunitense (n. 1948)
- 2004 - Ewald Cebula, allenatore di calcio e calciatore polacco (n. 1917)
- 2004 - Jerzy Dobrzycki, astronomo e storico polacco (n. 1927)
- 2004 - Ally MacLeod, allenatore di calcio e calciatore scozzese (n. 1931)
- 2004 - Aldina Martano, attrice e showgirl italiana (n. 1948)
- 2004 - Álvaro d'Ors, giurista e storico spagnolo (n. 1915)
- 2004 - Francesco Patti, ciclista su strada italiano (n. 1913)
- 2004 - Bob Stokoe, calciatore e allenatore di calcio inglese (n. 1930)
- 2004 - Dino Verde, scrittore, paroliere e drammaturgo italiano (n. 1922)
- 2005 - Stefano Amato, attore italiano (n. 1957)
- 2005 - Umberto Dianda, militare italiano (n. 1916)
- 2005 - Andreas Heckmair, alpinista tedesco (n. 1906)
- 2005 - Franco Mannino, compositore, pianista e direttore d'orchestra italiano (n. 1924)
- 2005 - John Vernon, attore canadese (n. 1932)
- 2006 - Luis Costales, poeta, filosofo e politico ecuadoriano (n. 1926)
- 2006 - René Gardien, calciatore francese (n. 1928)
- 2006 - Samuel Pearson Goddard Jr., politico statunitense (n. 1919)
- 2006 - Rinaldo Magnani, politico italiano (n. 1930)
- 2006 - Dick Bass, giocatore di football americano statunitense (n. 1937)
- 2007 - Cesare Falessi, autore di fantascienza italiano (n. 1930)
- 2007 - Antonio María Javierre Ortas, cardinale e arcivescovo cattolico spagnolo (n. 1921)
- 2007 - Ahmad Abu Laban, imam palestinese (n. 1946)
- 2007 - Gian Carlo Menotti, compositore e librettista italiano (n. 1911)
- 2007 - Carlo Polli, politico italiano (n. 1928)
- 2007 - Adelina Tattilo, editrice, giornalista e produttrice cinematografica italiana (n. 1928)
- 2007 - Antonio Torreano, calciatore italiano (n. 1925)
- 2008 - Giovanni Bonanno, allenatore di calcio italiano (n. 1925)
- 2008 - Ferruccio Botti, storico italiano (n. 1935)
- 2008 - Pete Lalich, cestista statunitense (n. 1920)
- 2008 - Fabio Maniscalco, archeologo italiano (n. 1965)
- 2008 - Douglas McBain, calciatore scozzese (n. 1924)
- 2008 - Carlo Molon, calciatore e allenatore di calcio italiano (n. 1929)
- 2008 - Katoucha Niane, modella guineana (n. 1960)
- 2009 - Umberto Borghi, baritono italiano (n. 1929)
- 2009 - Lukas Foss, compositore, pianista e direttore d'orchestra statunitense (n. 1922)
- 2009 - Orsolina Montevecchi, papirologa italiana (n. 1911)
- 2009 - Michael Tor, attore, doppiatore e baritono statunitense (n. 1917)
- 2010 - Madeleine Biardeau, indologa e storica delle religioni francese (n. 1922)
- 2010 - Jack Brisco, wrestler statunitense (n. 1941)
- 2010 - David Brown, produttore cinematografico statunitense (n. 1916)
- 2010 - Steingrímur Hermannsson, politico islandese (n. 1928)
- 2010 - Azzeddine Laraki, politico marocchino (n. 1929)
- 2010 - Peter Martell, attore italiano (n. 1938)
- 2010 - Justin Mentell, attore statunitense (n. 1982)
- 2011 - Ernst Badian, storico austriaco (n. 1925)
- 2011 - Angelo D'Alessandro, regista, sceneggiatore e autore televisivo italiano (n. 1926)
- 2011 - Daniele Formica, attore, doppiatore e regista teatrale italiano (n. 1949)
- 2011 - Maria Ausilia Piroddi, sindacalista italiana (n. 1958)
- 2011 - Sergio Rodaro, calciatore italiano (n. 1938)
- 2011 - Les Stubbs, calciatore inglese (n. 1929)
- 2011 - Hal Uplinger, cestista e produttore televisivo statunitense (n. 1929)
- 2011 - Győző Veres, sollevatore ungherese (n. 1936)
- 2012 - Gerlando Alberti, mafioso italiano (n. 1927)
- 2012 - Giorgio Bargioni, agronomo italiano (n. 1925)
- 2012 - Don Cornelius, conduttore televisivo e produttore televisivo statunitense (n. 1936)
- 2012 - Angelo Dundee, allenatore di pugilato statunitense (n. 1921)
- 2012 - Sara González, cantautrice cubana
- 2012 - Ladislav Kuna, allenatore di calcio e calciatore cecoslovacco (n. 1947)
- 2012 - Charlie Spoonhour, allenatore di pallacanestro statunitense (n. 1939)
- 2012 - Jerry Steiner, cestista, allenatore di pallacanestro e arbitro di pallacanestro statunitense (n. 1918)
- 2012 - Wisława Szymborska, poetessa polacca (n. 1923)
- 2013 - Vladimir Engibarjan, pugile armeno (n. 1932)
- 2013 - Samaldas Gandhi, politico indiano (n. 1903)
- 2013 - Dido Guerrieri, allenatore di pallacanestro e giornalista italiano (n. 1931)
- 2013 - Ed Koch, politico e avvocato statunitense (n. 1924)
- 2013 - Robin Sachs, attore e doppiatore britannico (n. 1951)
- 2013 - Mario Zelinotti, cantante italiano (n. 1942)
- 2014 - Floyd Adams Jr., politico statunitense (n. 1945)
- 2014 - Luis Aragonés, allenatore di calcio e calciatore spagnolo (n. 1938)
- 2014 - Elisabetta Barbato, soprano italiano (n. 1921)
- 2014 - Stefan Božkov, calciatore e allenatore di calcio bulgaro (n. 1923)
- 2014 - Pierre Garnier, poeta e scrittore francese (n. 1928)
- 2014 - Tony Hateley, calciatore inglese (n. 1941)
- 2014 - Vasilij Ivanovič Petrov, generale e politico russo (n. 1917)
- 2014 - Dave Power, mezzofondista e maratoneta australiano (n. 1928)
- 2014 - Luis Salvadores, cestista cileno (n. 1932)
- 2014 - Maximilian Schell, attore e regista austriaco (n. 1930)
- 2015 - Giacomo Bellucci, compositore italiano (n. 1928)
- 2015 - Vincenzo Bonazza, scrittore e poeta italiano (n. 1947)
- 2015 - Aldo Ciccolini, pianista italiano (n. 1925)
- 2015 - Ron Johnson, cestista statunitense (n. 1938)
- 2015 - Martin Ťapák, regista, attore e ballerino slovacco (n. 1926)
- 2016 - Ali Beratlıgil, calciatore e allenatore di calcio turco (n. 1931)
- 2016 - Miguel Gutiérrez, calciatore messicano (n. 1931)
- 2016 - Óscar Humberto Mejía Victores, politico e generale guatemalteco (n. 1930)
- 2016 - Giovanni Salio, ambientalista e pacifista italiano (n. 1943)
- 2016 - Stefano Servadei, politico italiano (n. 1923)
- 2016 - Alberto Simeone, politico e avvocato italiano (n. 1943)
- 2017 - Albano Bortoletto Cavallin, arcivescovo cattolico brasiliano (n. 1930)
- 2017 - Constantin Dinulescu, calciatore rumeno (n. 1931)
- 2017 - Basilio Lami Dozo, generale argentino (n. 1929)
- 2017 - Étienne Tshisekedi, politico della Repubblica Democratica del Congo (n. 1932)
- 2018 - Cliff Bourland, velocista statunitense (n. 1921)
- 2018 - Tilde Capomazza, regista televisiva italiana (n. 1931)
- 2018 - Dennis Edwards, cantante statunitense (n. 1943)
- 2018 - Barys Kit, ingegnere, matematico e fisico bielorusso (n. 1910)
- 2018 - Ruth Ann Koesun, danzatrice, attrice e insegnante statunitense (n. 1928)
- 2018 - Sewall Shurtz, schermidore statunitense (n. 1933)
- 2018 - Bernard Zitzermann, direttore della fotografia francese (n. 1942)
- 2019 - Kinryū Arimoto, attore e doppiatore giapponese (n. 1940)
- 2019 - Luciano Bartoli, attore italiano (n. 1946)
- 2019 - Harold Bergman, attore e stuntman statunitense (n. 1919)
- 2019 - Bobò, artista italiano (n. 1936)
- 2019 - Antonio Renna, allenatore di calcio e calciatore italiano (n. 1937)
- 2019 - Lisa Seagram, attrice statunitense (n. 1936)
- 2019 - Clive Swift, attore inglese (n. 1936)
- 2019 - Edit Weckinger-Perényi, ginnasta ungherese (n. 1923)
- 2019 - Wade Wilson, giocatore di football americano statunitense (n. 1959)
- 2020 - Ilie Bărbulescu, calciatore rumeno (n. 1957)
- 2020 - Luciano Gaucci, imprenditore e dirigente sportivo italiano (n. 1938)
- 2020 - Andy Gill, chitarrista e produttore discografico britannico (n. 1956)
- 2020 - Lev Mayorov, calciatore e allenatore di calcio azero (n. 1969)
- 2020 - Luciano Ricceri, scenografo, produttore cinematografico e costumista italiano (n. 1940)
- 2020 - Peter Serkin, pianista statunitense (n. 1947)
- 2020 - Pino Tuccimei, produttore discografico italiano (n. 1939)
- 2021 - Soraya Abdullah, attrice indonesiana (n. 1978)
- 2021 - Edward Babiuch, politico polacco (n. 1927)
- 2021 - Dustin Diamond, attore e regista statunitense (n. 1977)
- 2021 - Tinka Dineva, cestista bulgara (n. 1941)
- 2021 - Robert C. Jones, montatore e sceneggiatore statunitense (n. 1936)
- 2021 - Jean-Pierre Jossua, teologo e scrittore francese (n. 1930)
- 2021 - Tamara Rylova, pattinatrice di velocità su ghiaccio sovietica (n. 1931)
- 2021 - Ryszard Szurkowski, ciclista su strada polacco (n. 1946)
- 2021 - Bob Wilkinson, rugbista a 15 e imprenditore britannico (n. 1951)
- 2022 - Isaac Bardavid, attore e doppiatore brasiliano (n. 1931)
- 2022 - Paolo Graziosi, attore italiano (n. 1940)
- 2022 - Shintarō Ishihara, scrittore e politico giapponese (n. 1932)
- 2022 - Stanisław Olejniczak, cestista polacco (n. 1938)
- 2022 - Maurizio Zamparini, imprenditore e dirigente sportivo italiano (n. 1941)
- 2023 - Renato Benaglia, calciatore e allenatore di calcio italiano (n. 1938)
- 2023 - Giovanni Carbonara, architetto italiano (n. 1942)
- 2023 - Oswald Eggenberger, pastore protestante svizzero (n. 1923)
- 2023 - George P. Wilbur, attore e stuntman statunitense (n. 1941)
- 2024 - Mark Gustafson, animatore e regista statunitense (n. 1959)
- 2024 - Patrick Hanks, lessicografo e linguista britannico (n. 1940)
- 2024 - Michel Jazy, mezzofondista francese (n. 1936)
- 2024 - Giuseppe Marcenaro, scrittore e saggista italiano (n. 1942)
- 2024 - Jim Rowinski, cestista statunitense (n. 1961)
- 2024 - Carl Weathers, attore, regista e giocatore di football americano statunitense (n. 1948)
- 2025 - Giancarlo Bagnasco, calciatore italiano (n. 1940)
- 2025 - Renato Corsetti, linguista e esperantista italiano (n. 1941)
- 2025 - Horst Köhler, politico, economista e funzionario tedesco (n. 1943)